# ガチョウ引き

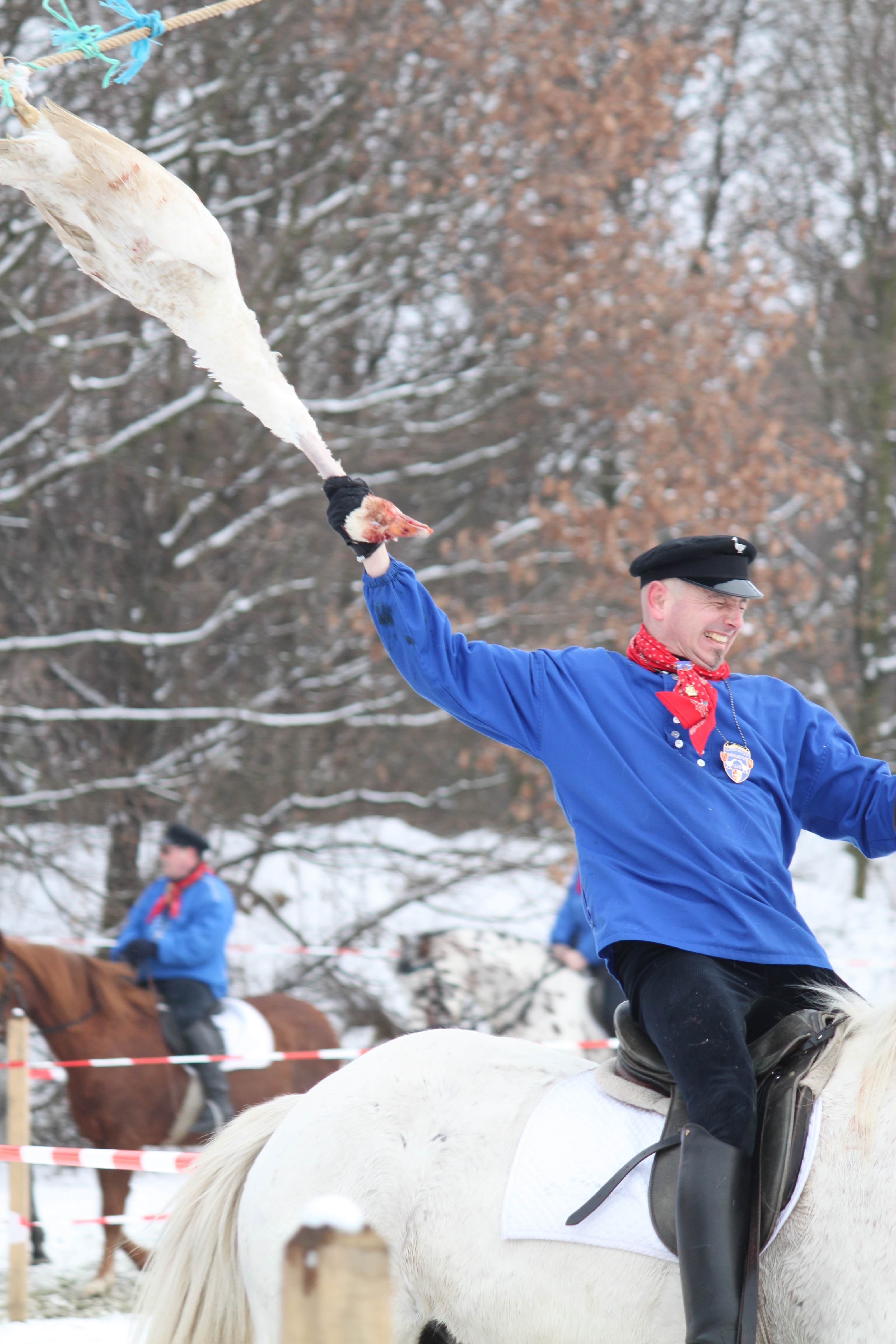
ガチョウ引き。ドイツ

ガチョウ引き（ガチョウひき、英語: Goose pulling）とは、17世紀から19 世紀にかけてヨーロッパ、北アメリカの一部で行われたブラッド・スポーツである。
馬に乗って駆けながら、生きたまま吊るされたガチョウの首を掴み、引きちぎる腕前を競うもの。
当時はポピュラーなスポーツであり、絵葉書の挿絵などにも使われた。
現在でも各所に文化としての形跡を残しており、ガチョウの日などにベルギーやドイツ、バスク地方で行われており、動物愛護の観点から事前に屠殺したガチョウ、またはイミテーションのガチョウが使用されている。

## 概要

現代もガチョウ引きが行われている地域

通路を横切るようにロープが張られ、そこにガチョウが吊るされる。
ガチョウは生きており、また油を塗られている。
競技者は馬に乗り通路を駆け抜けながらガチョウの首を掴み、その首を引きちぎる。
生きたガチョウを用いることでガチョウが暴れて羽ばたき首の位置がわかりにくいことや、油により手が滑ることから、首を引きちぎることに競技性があった。
社会階層を問わず、あらゆる人々がこれを楽しんだと記録されている。
ときには何千人もの人々が集まり、叫び、熱狂した。
ゲームの勝者への商品はたいしたものではなく、通常は死んだガチョウであったが、ゲームはしばしば賭けの対象とされ人々はアルコールやお金を掛けた。
またガチョウ引きは強さ、勇敢さを証明する機会とみなされた
。
ガチョウ引きに限らずブラッド・スポーツは当時多くの人に愛好されていたが、それにもかかわらずガチョウ引きは珍しく当時の作家や知識人から嫌われており、嫌悪感を表明する記録が残されている。

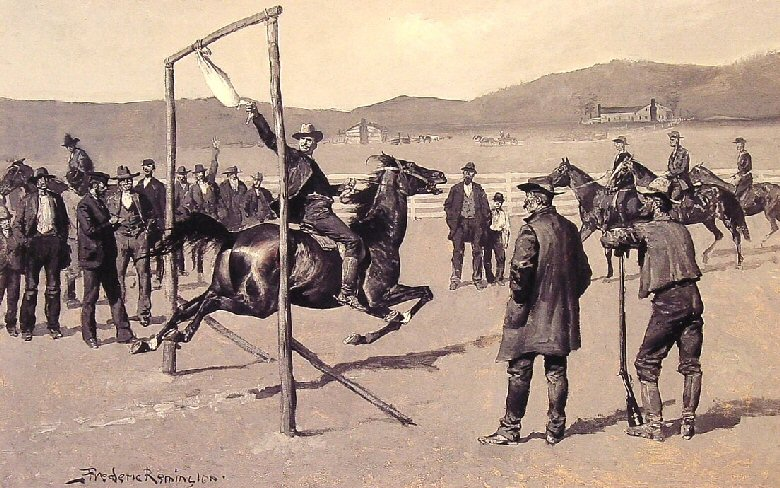
19世紀のガチョウ引きを描いた絵画。フレデリック・レミントン作
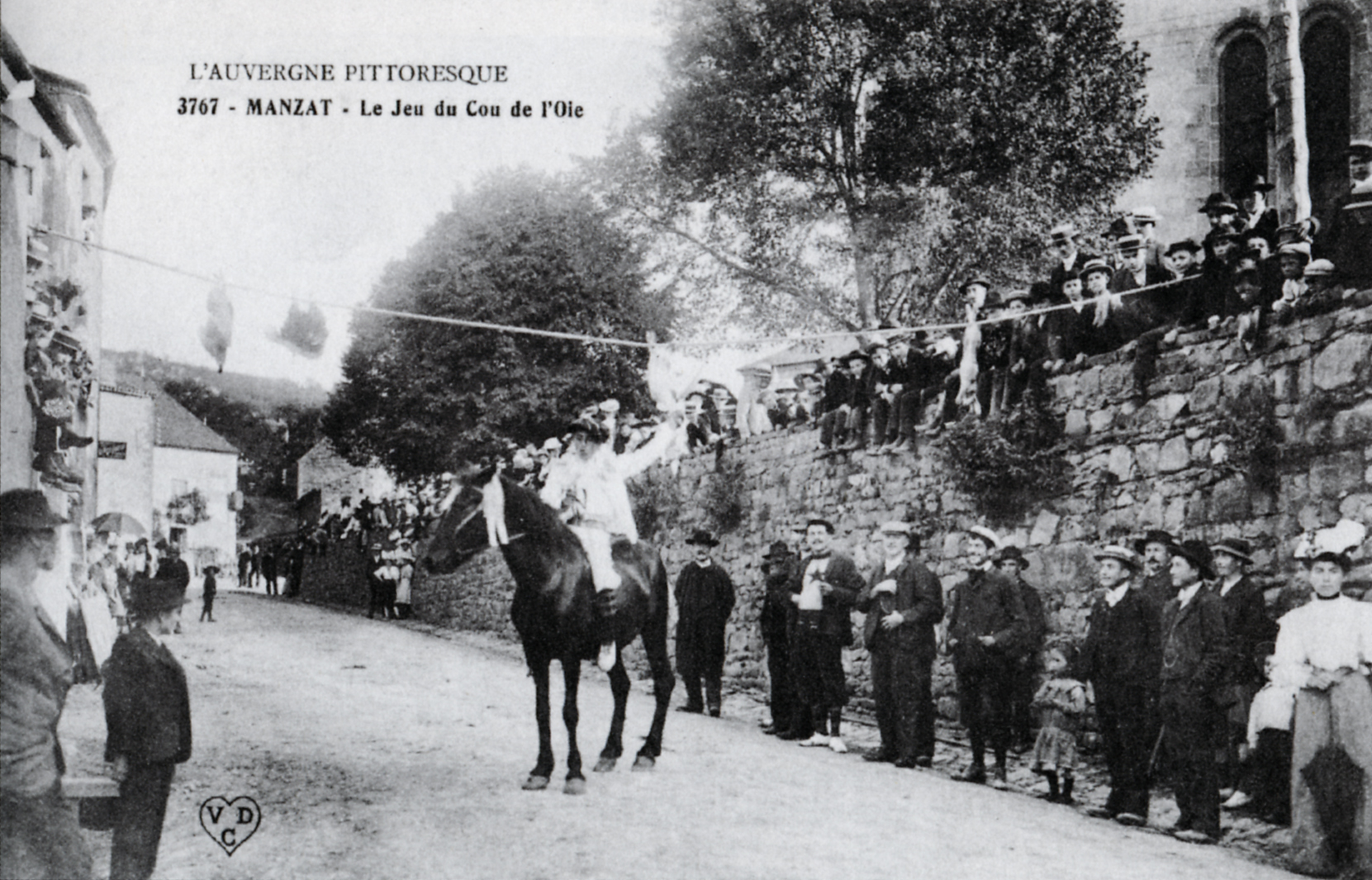
20世紀のガチョウ引きの風景。絵葉書の挿絵